# 대한민국 철도청 900호대 증기 기관차

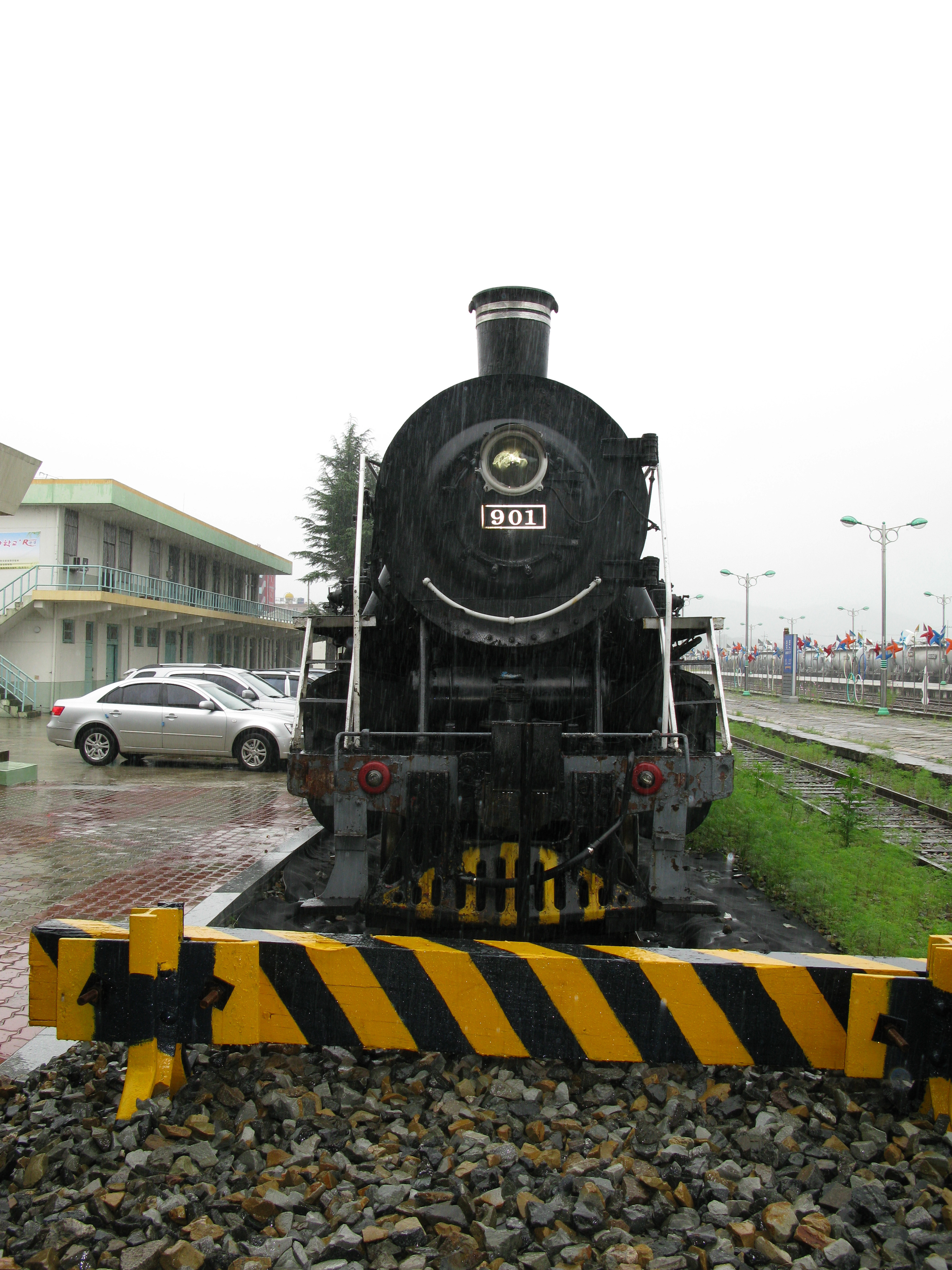
정면

900호대 증기 기관차는 대한민국에서 1994년 8월에 관광열차 운행 목적으로 중국 장춘에서 도입한 SY-11형 증기 기관차이다.

## 역사
대한민국에서 증기 기관차는 1967년에 본선 운행으로부터 완전히 퇴역했으나, 임시용 차량으로 1980년대 중반까지 차량 자체는 가동이 가능하도록 유지되고 있었다. 주로 어린이날 등에 임시 운행을 서울교외선과 동해남부선 등에서 실시했으며, 또한 1978년까지도 수인선에서는 혀기형 증기 기관차가 운행했다. 그러나 차량의 노후화와 석탄 산업의 사양화 등으로 점차 증기기관 운전을 위한 조건이 열악해지면서, 차량의 동태 보존을 포기하고 남은 차량들은 박물관 등에 보존용으로 대거 기증되었다.
그러나, 증기기관차에 대한 수요는 여전히 존재하고 있었다. 게다가 국민소득의 증대 등에 따라 관광 수요의 증가가 예상되어, 1994년 8월 5일에 현재의 중국북차집단 소속의 장춘차창(장춘공장)에서 당시 생산이 이루어지던 SY-11형 증기 기관차 1량을 도입했다. 이후 1994년 8월 12일부터 일요일 및 공휴일 한정으로 무궁화호 객차 4량을 연결하여 교외선 구간에 투입하게 되었으나, IMF 구제금융사건 등에 따른 경제난과 기관차의 유지보수의 어려움으로 인해 2000년 5월 15일을 마지막으로 운행이 중지되었다. 2012년부터 중앙선 풍기역에서 보존되고 있다.

## 구조 및 특징
이 차량은 2-8-2의 미카도(Mikado)형 텐더식 증기 기관차로, 2개의 전륜과 8개의 동륜, 그리고 2개의 후륜을 가지고 있다. 디자인 상의 특징으로, 전조등의 배치가 보일러 실의 전방에 위치해 있다는 점과, 전방 배장기의 디자인, 입환작업자를 위한 전면부 계단 및 난간의 형상 등이 다른 미카형 증기 기관차와 구분된다. 또한, 탄수차의 형상이 후진시의 시야 확보를 위해 경사형으로 조정되어 있어, 가장 주된 식별점으로 꼽힌다.
기계적인 면에서 다른 미카형 기관차나 중국 현지의 SY형과 크게 차별되는 것은 아니다. 다만, 901호의 경우 석탄을 연소하는 방식이 아닌, 등유 내지 경유를 연소하는 석유 연소식의 증기기관차라는 점이 구분된다. 이로 인해 배출하는 매연이 적고, 별도의 급탄시설을 유지하지 않아도 되는 장점을 얻을 수 있었으나, 석유를 사용한다는 이유 만으로 디젤 기관차의 외형만 개조한 것 아니냐는 오해를 사기도 하였다. 901호 증기 기관차
차량의 최고속도는 80km/h로 느린 편이나, 대개 운행 구간이 단선에 굴곡이 많은 구간이어서 크게 과제가 되지는 않았다. 차량의 출력은 다른 중국 소유 차량의 1100마력과 달리 1500마력으로 알려져 있으나, 이것이 특별히 출력 강화를 의도하여 이루어진 것인지, 석유 연소식으로의 개조에 따른 것인지는 분명치 않다.

### 차량 형식
901호 증기 기관차의 원 형식은 중국의 자체 생산 기관차인 상유(上游)-11형(영문 약호 SY-11) 2-8-2 증기 기관차이다.
중국에서 SY 형식 증기기관차는 해방(解放)-6형(JF-6)형 증기 기관차의 근대화 개수를 위해 개발되었다. JF-6형은 원래 구 남만주철도의 여객 및 화물 양용기로 사용되던 미카6형 증기기관차를 답습한 모델로써, 이 미카6형은 일본의 만주 및 화북 점령기에 중국에 반입된 것이었다. JF-6형의 차량 설계를 기초로 하여, 후방 시계확보를 위한 탄수차의 형상 변경 등 여러 근대화 개수를 실시, 탕산(唐山) 공장에서 1960년부터 양산하게 된 모델이 바로 상유형이다.
SY형 증기기관차 계열은 이후 생산이 확대되어, 탕산 공장 이외에 다렌(大連), 칭다오 소재 시팡(四方), 통링(銅陵), 지난(濟南), 장춘(長春) 공장 등에서 1820량이 1999년까지 지속적으로 생산되어 주로 화물 견인기, 특히 탄광에서 발생하는 석탄 화물 또는 제철소 화물의 수송 용도로 이용되었다. 현재도 다수의 차량이 여전히 현업에서 사용 중이나 대개는 공장 전용선 등에서의 이용으로 한정되어 있으며, 중국의 철도 근대화 사업 과정에서 점차 퇴역이 진행되고 있다.

### 제원
- 보일러 압력 : 13.7bar
- 화상 면적 : 4.5m2
- 과열기 면적 : 42.8m2
- 전전열 면적 : 172m2
- 실린더 수 : 2
- 실린더 크기 : 530mmx710mm
- 밸브 장치 : 왈샤트식

## 운행
이 차량의 투입 선구는 교외선 서울역-의정부 간 일요일, 공휴일 운행으로 한정되어 있었으며, 그 외 노선에 투입된 예는 확인되지 않고 있다. 운행시 토요일 한정으로 차량 전세가 가능하였으나, 그 외에 단체 할인이나 전용 객차 연결은 이루어지지 않았다. 객차는 무궁화호 차량을 사용하였다.  
이 차량의 운행 시각표는 다음과 같다.
- 서울역 10:10 출발-의정부역 11:50 도착
- 의정부역 17:00 출발-서울역 18:40 도착

## 보존
1량만이 도입되었으며, 정태 보존 중이다.
- 901호 : 2000년 5월 16일 열차 시각표 개정 이후 이 차량은 운행에는 투입되지 않았다. 이후 수색역에서 가끔 입환 작업에 사용했지만, 사실상 가동하지는 않았다. 2009년 6월 8~9일에 무화회송으로 점촌역으로 이동해, 폐차된 7217호 디젤 기관차[2]와 함께 점촌역의 체험학습장에 전시되었다. 그러나 해당 체험학습장 계획이 예산 문제로 축소되며, 2012년 2월 28일에 다시 무화회송으로 풍기역으로 이동했다.

## 참고 문헌
1. ↑  헬로우탑 - Best6 데이트 코스
2. ↑  이 차량 또한 나중에 폐차되었다.